# Yvonne Ridleyová
Yvonne Ridleyová (* 23. dubna 1958) je britská novinářka, aktivistka, kritička sionismu a muslimka.
V lednu 2014 byla nominována na Cenu muslimky roku.

## Zajetí Tálibánem
V roce 2001 byla zajata Tálibánem v Afghánistánu a následně zadržována po dobu 11 dní. O dva roky později konvertovala k islámu.